# Шлакоблок (Київ)

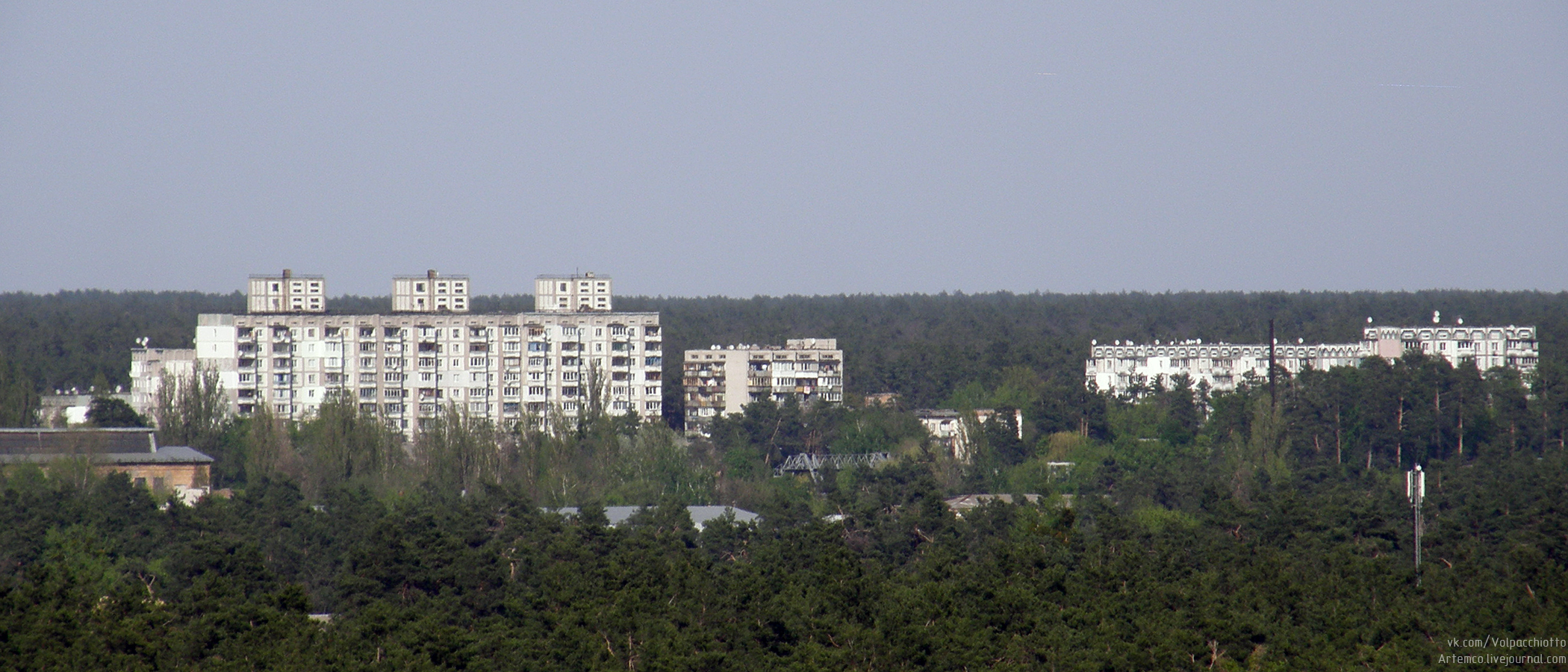
Вид на мікрорайон до побудови ЖК "Оберіг"

Шлакобло́к — неофіційна назва мікрорайону в Дарницькому районі Києва. Розташований на схід від Рембази в кінці Бориспільської вулиці, між вулицею та залізницею Київ-Полтава.

## Історія та забудова

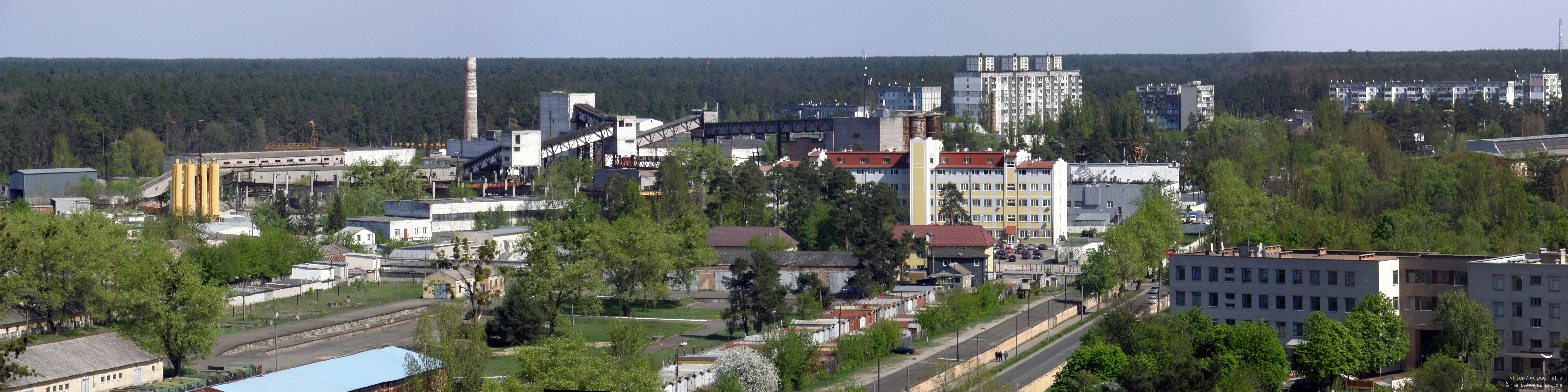
Шлакоблок, на передньому пляні ДБК 135

Житловий район Шлакоблок розташований на схід від основної забудови Рембази, у кінці вулиці Бориспільської, між нею та залізницею Київ–Полтава. Неофіційну назву мікрорайон отримав від 135-го заводу залізобетонних конструкцій Міністерства оборони СРСР, що випускав шлакобетонні блоки і панелі на цьому місці. Мікрорайон почав забудовуватися ще на початку 1950-х років. Найменування мікрорайону широко увійшло в побут у 1980-х роках.

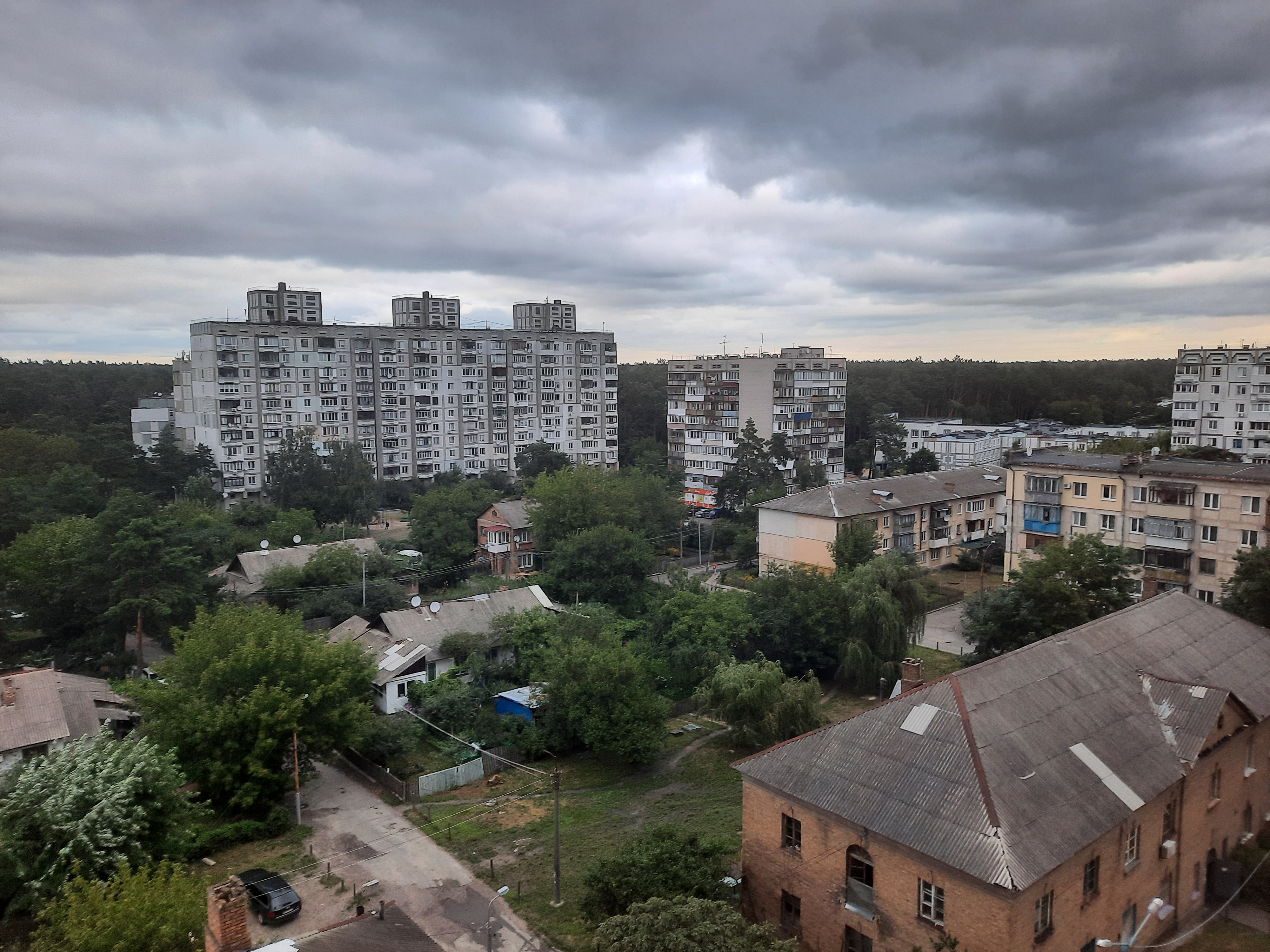
Вид на мікрорайон з ЖК "Оберіг"

Першою 1951 року споруджено двоповерхову на Бориспільській, 21. Поряд 1955 року зводять будинок на Бориспільській, 25. Наступними зведено три одноповерхові двоквартирні будинки на Бориспільській, 29 (1957), 31 (1957) та 33 (1958). Після їх будівництва 1959 року зводять три двоповерхівки — на Бориспільській, 23, 27, 35. 1962 року споруджено єдину в мікрорайоні триповерхівку на Бориспільській, 45. А 1972 року на Бориспільській, 43 будується і єдина в мікрорайоні 5-поверхівка. 1973 року на Бориспільській, 47 зводиться перша в мікрорайоні 9-поверхівка. 1987 року на Бориспільській, 49 постає 3-секційний будинок 182 серії розробки КиївЗНДІЕП із двома 9-поверховими та однією 10-поверховою секцією. 10-поверхівку (з високим нежитловим цокольним поверхом, який є нульовим) 182 серії збудують 1992 року на Бориспільській, 37. Ще одну 9-поверхівку 182 серії зведено 1994 року на Бориспільській, 41. Після 9- та 10-поверхівок споруджують два 6-поверхові будинки, також 182 серії — на Бориспільській, 39 (1990) та 39-А (1994). 
Висотна забудова в мікрорайоні Шлакоблок представлена ЖК «Оберіг», три 19-поверхівки якого споруджено у 2015–2016 роках на Бориспільській, 23-А, 25-А та 27-А. Наприкінці 1980-х у мікрорайоні побудовано триповерхову будівлю школи-дитячого садка І ступеня «Пролісок» на Бориспільській, 51.

## Метрополітен
- Станція "Червоний хутір" (1,7 км)